# Ceratophrys cornuta
La granota cornuda de Surinam, (Ceratophrys cornuta), és una espècie de granota de la família Leptodactylidae nativa del nord d'Amèrica del Sud.

## Característiques
És una granota voluminosa i pot arribar a mesurar fins a 15-20 cm de longitud. El seu cos és ample i arrodonit i la seva pell és gruixuda i rugosa. Una de les característiques més destacades d'aquesta granota són les dues projeccions com banyes sobre els seus ulls.
La seva coloració varia segons el seu hàbitat, i pot variar entre marró, verd o gris amb taques o ratlles de color més fosc. El seu ventre és blanc o groc pàl·lid. També té una boca excepcionalment ampla.
És una granota nocturna, carnívora i molt agressiva, que s'alimenta de petits insectes, mamífers i altres amfibis, com altres granotes, llangardaixos, i ratolins. Sol mimetitzar-se amb l'entorn per sorprendre les seves preses.
La seva esperança de vida en captivitat és d'uns 10 anys.

## Distribució i hàbitat
Se la pot trobar en zones obertes i amb fullaraca de zones boscoses o de la selva, en una altitud entre els 0 i els 400 metres. Es pot trobar a la conca amazònica de Colòmbia, Equador, Surinam, la Guaiana francesa, Guyana, sud de Veneçuela, Brasil, Perú i Bolívia.

## Reproducció
Les femelles posen fins a 1.000 ous (de mitjana entre 300 i 600), i els embolica al voltant de les plantes aquàtiques utilitzant una espècie d'escuma que protegeix els ous i els proporciona humitat. Després de la fecundació, els ous tarden entre 3 i 25 dies en fer eclosió; 90 dies després els capgrossos fan la metamorfosi i ja son granotes d'1 cm aproximadament.
Els capgrossos de la granota de Surinam, ataquen altres capgrossos d'altres espècies.

## Estat de conservació
Una de les amenaces per aquesta espècie és la captura il·legal pel comerç de mascotes.